# Curaçaos onafhankelijkheidsreferendum 2009
Het Curaçaos onafhankelijkheidsreferendum was een raadgevend referendum dat werd gehouden op 15 mei 2009. De bevolking van Curaçao sprak zich uit over een akkoord tussen Nederland en Curaçao, waarin afspraken gemaakt zijn over meer autonomie voor het Caribische eiland. Verder nam Nederland een groot deel van de schuldenlast over in ruil voor meer financieel toezicht.

## Uitslag
De voorgelegde stelling was Ik keur het resultaat van de Ronde Tafel Conferentie om te komen tot een autonoom Curaçao binnen het Koninkrijk goed.  67 procent van de kiesgerechtigden bracht een stem uit. Het referendum werd met een krappe meerderheid van 52% gewonnen.
| Uitgebrachte stemmen | Voor   | Tegen  |
| -------------------- | ------ | ------ |
| 79720                | 51,99% | 48,01% |